# Crotalaria uliginosa
Crotalaria uliginosa là một loài thực vật có hoa trong họ Đậu. Loài này được C.C.Huang miêu tả khoa học đầu tiên.